# Samantiga abdominalis
Samantiga abdominalis är en insektsart som beskrevs av William Lucas Distant 1906. Samantiga abdominalis ingår i släktet Samantiga och familjen sköldstritar. Inga underarter finns listade i Catalogue of Life.